# 施泰因茨附近圣斯特凡
施泰因茨附近圣斯特凡是奥地利施蒂利亚州德意志兰茨贝格县的一个市镇。总面积49.22平方公里，总人口3543人，人口密度72人/平方公里（2015年）。